# John Derbyshire (úszó)
John Henry „Rob” Derbyshire (Manchester, 1878. november 29. – St Pancras, 1938. november 25.) olimpiai bajnok angol úszó.